# Tim Cavagin
Tim Cavagin é um sonoplasta britânico. Foi indicado ao Oscar de melhor mixagem de som na edição de 2018 pelo trabalho na obra Baby Driver, ao lado de Julian Slater e Mary H. Ellis e em 2019 por Bohemian Rhapsody.

## Prêmios e indicações
- Venceu Oscar de melhor mixagem de som - Bohemian Rhapsody
- Indicado: Oscar de melhor mixagem de som - Baby Driver
- Indicado: BAFTA de melhor mixagem de som - Baby Driver